# Queen II Tour
Tournées par Queen
Queen I Tour 
 (1973-74) Sheer Heart Attack Tour 
 (1974-75)
Queen II Tour est une tournée du groupe britannique Queen organisée en 1974 en promotion de l'album Queen II. Elle compte 41 concerts donnés au total. La tournée aux États-Unis de la formation, leur première dans ce pays, se fait en tant que première partie du groupe Mott the Hoople et doit s'interrompre prématurément lorsque Brian May contracte une hépatite,.

## Dates de la tournée
| Date                     | Ville               | Pays           | Lieu                           |
| Europe                   | Europe              | Europe         | Europe                         |
| ------------------------ | ------------------- | -------------- | ------------------------------ |
| 1er mars 1974            | Blackpool           | Angleterre     | Empress Ballroom               |
| 2 mars 1974              | Aylesbury           | Angleterre     | Friars                         |
| 3 mars 1974              | Plymouth            | Angleterre     | Guildhall                      |
| 4 mars 1974              | Paignton            | Angleterre     | Festival Hall                  |
| 8 mars 1974              | Sunderland          | Angleterre     | Locarno Ballroom               |
| 9 mars 1974              | Cambridge           | Angleterre     | Corn Exchange                  |
| 10 mars 1974             | Croydon             | Angleterre     | The Greyhound                  |
| 12 mars 1974             | Dagenham            | Angleterre     | Roundhouse                     |
| 14 mars 1974             | Cheltenham          | Angleterre     | Town Hall                      |
| 15 mars 1974             | Glasgow             | Écosse         | Queen Margaret Union           |
| 16 mars 1974             | Stirling            | Écosse         | Pathfoot Refectory             |
| 19 mars 1974             | Cleethorpes         | Angleterre     | Winter Gardens                 |
| 20 mars 1974             | Manchester          | Angleterre     | Main Debating Hall             |
| 22 mars 1974             | Canvey Island       | Angleterre     | The Paddocks                   |
| 23 mars 1974             | Cromer              | Angleterre     | Royal Links Pavilion           |
| 24 mars 1974             | Colchester          | Angleterre     | Woods Leisure Centre           |
| 26 mars 1974             | Douglas             | Île de Man     | Palace Lido                    |
| 28 mars 1974             | Aberystwyth         | Pays de Galles | The Great Hall                 |
| 29 mars 1974             | Penzance            | Angleterre     | Penzance Gardens               |
| 30 mars 1974             | Taunton             | Angleterre     | County Ballroom                |
| 31 mars 1974             | Londres             | Angleterre     | Rainbow Theatre                |
| 2 avril 1974             | Birmingham          | Angleterre     | Barbarella's                   |
| Amérique du Nord         |                     |                |                                |
| 16 avril 1974            | Denver              | États-Unis     | Regis College                  |
| 17 avril 1974            | Kansas City         | États-Unis     | Memorial Hall                  |
| 18 avril 1974            | Saint-Louis         | États-Unis     | Kiel Auditorium                |
| 19 avril 1974            | Oklahoma City       | États-Unis     | Fairgrounds Appliance Building |
| 20 avril 1974            | Memphis             | États-Unis     | Mid-South Coliseum             |
| 21 avril 1974            | La Nouvelle-Orléans | États-Unis     | St Bernard Civic Auditorium    |
| 26 avril 1974            | Boston              | États-Unis     | Orpheum Theatre                |
| 27 avril 1974            | Providence          | États-Unis     | Palace Theatre                 |
| 28 avril 1974            | Portland            | États-Unis     | Exposition Hall                |
| 1er mai 1974             | Harrisburg          | États-Unis     | Farm Arena                     |
| 2 mai 1974               | Allentown           | États-Unis     | Agricultural Hall              |
| 3 mai 1974               | Wilkes-Barre        | États-Unis     | King's College                 |
| 4 mai 1974               | Waterbury           | États-Unis     | Palace Theater                 |
| 7 mai 1974               | New York            | États-Unis     | Uris Theatre                   |
| 8 mai 1974               | New York            | États-Unis     | Uris Theatre                   |
| 9 mai 1974               | New York            | États-Unis     | Uris Theatre                   |
| 10 mai 1974 (2 concerts) | New York            | États-Unis     | Uris Theatre                   |
| 11 mai 1974              | New York            | États-Unis     | Uris Theatre                   |